# Montenegro Airlines
A Montenegro Airlines é uma empresa aérea de Montenegro, fundada a 24 de outubro de 1994. A companhia está licenciada para o transporte nacional e internacional de passageiros, assim como transporte de carga e correio.
Ao longo dos anos, como companhia, a sua frota e o número de empregados tem crescido, "Montenegro Airlines" desenvolveu-se numa instituição moderna, operando em conformidade com os padroes globais modernos. Esta afirmação é sustentada pela satisfação dos seus  passageiros e numerosos certificados e prémios de mérito[carece de fontes?].

## Criação
Embora a ideia de criar uma companhia aérea montenegrina tenha sido discutida por um longo período de tempo, foi apenas no início da década de 90 que a ideia foi exaustivamente estudada pelas agências do governo para a reestruturação económica e investimentos estrangeiros.
Naquela época foi reconhecido que, ao transporte em Montenegro, faltavam infrastruturas para satisfazer os pedidos da indústria turística e da comunidade empresarial.
Depois de o Governo ter decidido avançar com a ideia de criar uma companhia aérea, em 1993 iniciaram-se os procedimentos administrativos. O documento fundador da empresa foi assinado em Setembro de 1994 e a empresa foi registada no mês seguinte. Em 2004, compraram sua segunda aeronave.

## Frota

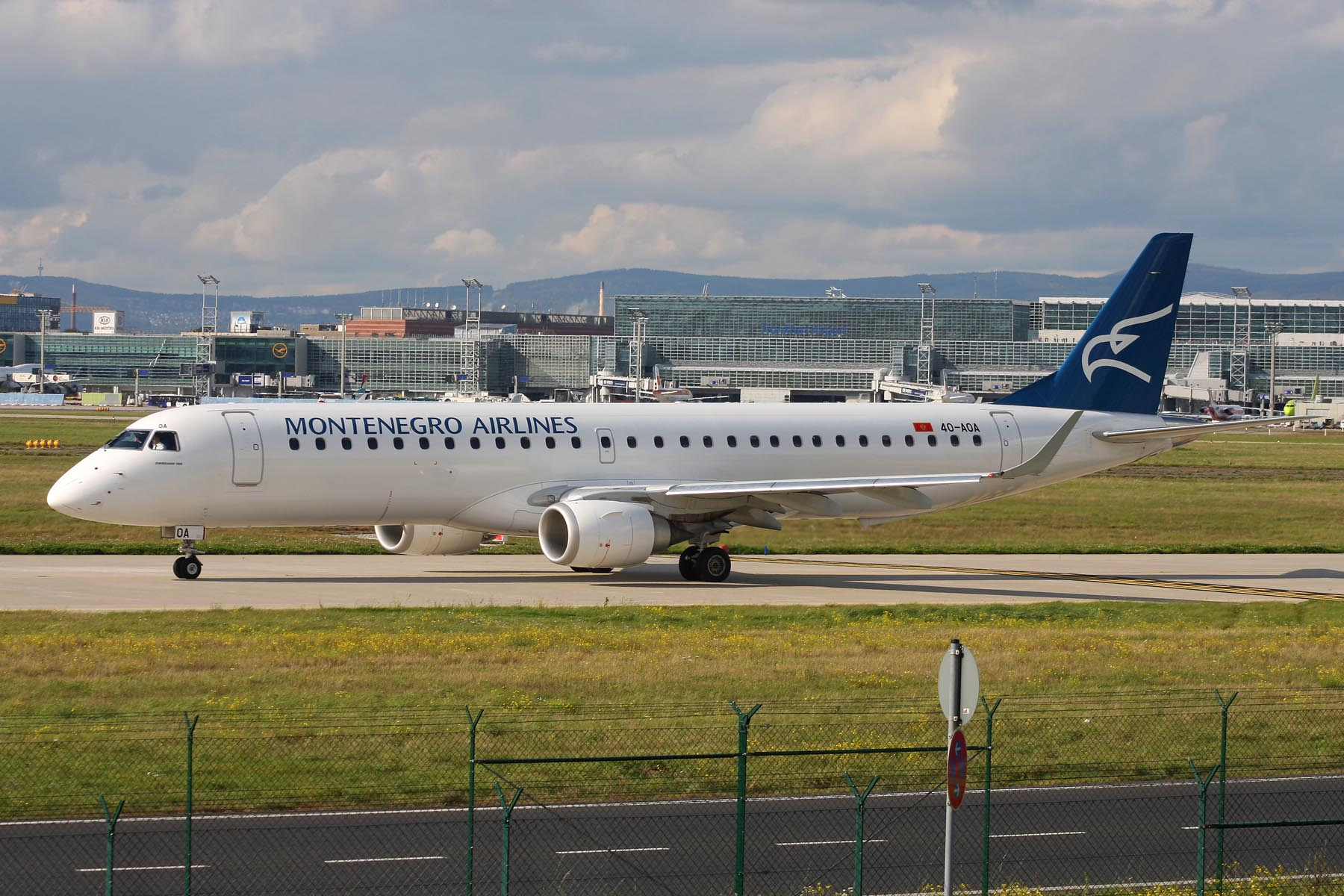
Embraer 195 da Montenegro Airlines.

| Aeronave           | Assentos        | Total       |
| ------------------ | --------------- | ----------- |
| Fokker 100         | 102 passageiros | 6 aeronaves |
| Embraer 195        | 116 passageiros | 2 aeronaves |
| Total de aeronaves | —               | 8 aeronaves |

## O primeiro avião

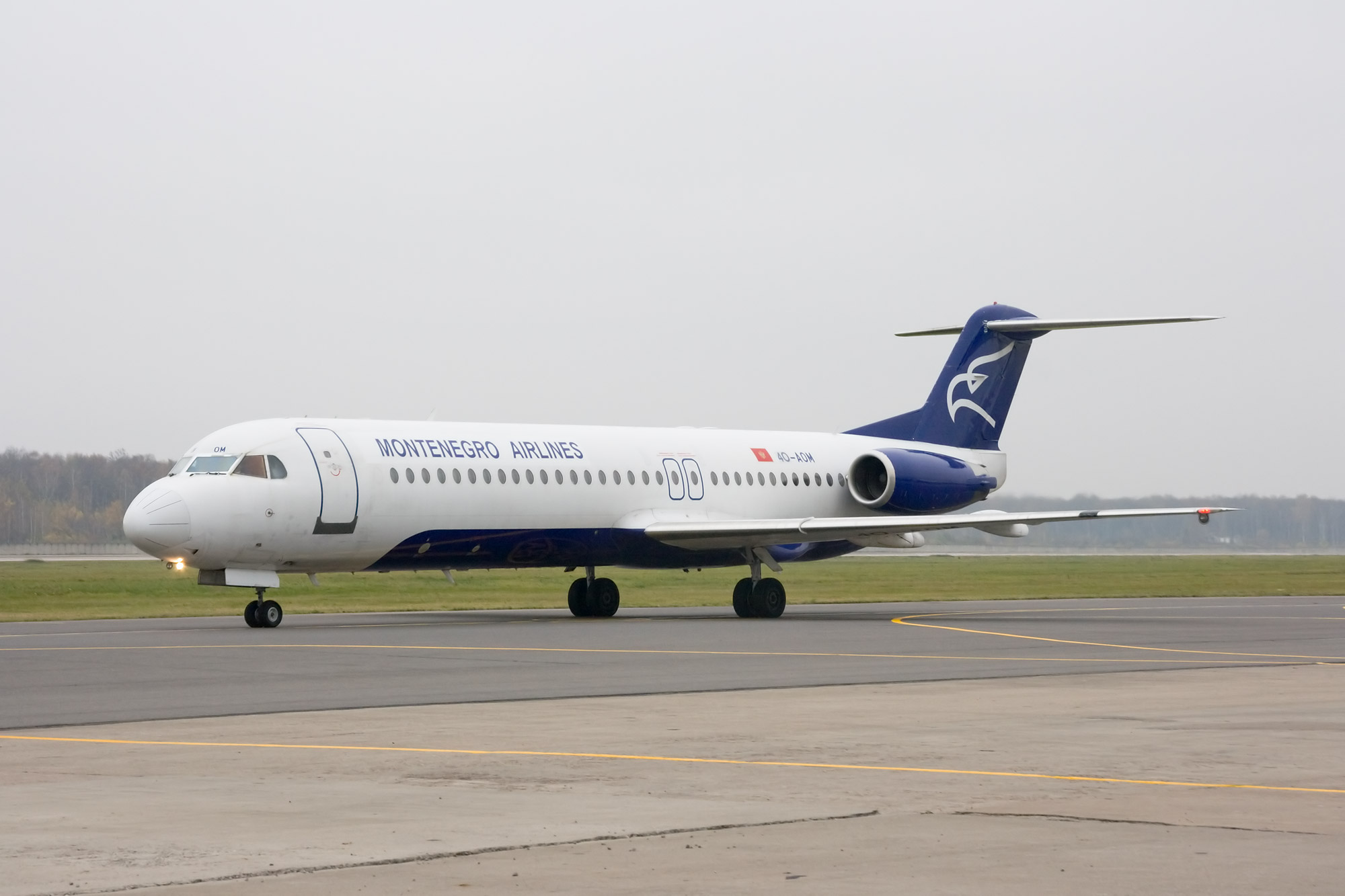
Fokker 100 da Montenegro Airlines no Aeroporto de Domodedovo

Um Fokker 28Mk 4000 foi adquirido no outono de 1996.
Os anos em que a companhia foi fundada foram muito difíceis para toda a região dos Balcãs Ocidentais, por isso não foi possível adquirir o primeiro avião da companhia mais cedo.